# Idume
L'Idume è un fiume che si alimenta tramite sorgenti delle acque provenienti dai corpi idrici sotterranei e che scorre in corrispondenza delle marine di Lecce sfociando tra Torre Chianca e Spiaggiabella

## Il Modello Idrogeologico
Il modello geologico derivante dalle ricerche dirette da Cotecchia (1977), rivisto alla luce delle attribuzioni di Bossio et al. (2006), prevede un basamento costituito dai calcari e calcari dolomitici del Cretaceo Superiore sui quali poggiano le calcareniti mioceniche della Pietra leccese e delle Calcareniti di Andrano, i tufi calcarei pleistocenici oltre le sabbie e limi palustri e i depositi sabbiosi delle spiagge e dune attuali. I depositi del Cretaceo, affiorano nella porzione sud occidentale dell’area di rilevamento e si immergono nel sottosuolo tanto che in prossimità della costa si riscontrano a profondità anche superiori ai 100 m. All’interno di questa unità, negli spazi delle fratture e faglie allargate dai processi carsici, circola la falda profonda, a pelo libero dove i calcari affioranti o sopra il livello del mare ed in pressione dove invece il tetto dei calcari si spinge in profondità sotto il livello del mare. La mobilità delle acque di questa falda è in relazione ai caratteri di permeabilità: attraverso misure della velocità di filtrazione con traccianti radioattivi i Ricercatori rilevarono le velocità medie in 11 cm al giorno nei tratti maggiormente fratturati e in 2 – 3 cm al giorno in quelli meno permeabili. Misure di salinità condotte in corrispondenza di questo acquifero ne hanno messo in evidenza la elevata salinizzazione tanto maggiore quanto più ci si avvicina alla costa. Sopra i calcari del Cretaceo si rinvengono i sedimenti miocenici i quali presentano una elevata eterogeneità verticale e nella porzione sommitale anche orizzontale. I Ricercatori individuarono 3 distinti livelli nei sedimenti miocenici. Il primo, alla base, spesso 40 m e costituito da calcareniti molto fini, marnose soprattutto verso il basso stratigrafico, che costituiscono tappo impermeabile per la falda profonda e letto per quelle superficiali circolanti nel livello sovrastante. Questo ultimo è caratterizzato da calcari dolomitici, arenarie calcaree a grana grossa passanti superiormente a calcareniti glauconitiche verdognole ricche in fossili e quindi calcari dolomitici e calcari. Questo livello intermedio, spesso circa 20 m si presenta particolarmente fratturato e carsicizzato e quindi ospita un acquifero di acqua piuttosto dolce che diviene maggiormente salina laddove contaminato dalle acque dell’acquifero profondo. Proprio l’intervallo glauconitico risultò essere quello in cui le acque hanno la maggiore mobilità (anche 18 m al giorno sebbene questo dato andrebbe depurato del contributo delle altre falde). L’ultimo livello miocenico, quello stratigraficamente più alto, è caratterizzato da calcareniti biancastre ben compattate e scarsamente permeabili. Verso mare affiorano i depositi calcarenitici a grana grossa pleistocenici con spessori massimi di 6-7 m ed ospitanti una falda acquifera che poggia sull’ultimo livello impermeabile miocenico. Questi depositi sono permeabili per porosità e, secondariamente, per fratturazione. La salinità è generalmente contenuta in qualche grammo/litro ed aumenta man mano che ci si avvicina al mare. I depositi palustri, costituiti sostanzialmente da limi ed argille praticamente impermeabili affiorano in corrispondenza di blande pieghe sinclinali del substrato roccioso in prossimità della costa e costringono a circolare in pressione anche gli acquiferi superficiali. Nell’area dell’Idume quindi, sono presenti diverse falde idraulicamente sovrapposte: quella profonda è circolante nei calcari del Cretaceo e quelle mio-pleistoceniche costituite da più corpi idrici aventi estensione variabile sia in senso orizzontale che verticale. Queste falde (quella profonda e quelle mio-pleistoceniche) sono generalmente indipendenti in quanto separate dal livello calcarenitico marnoso di base della Pietra leccese e dalle Calcareniti di Andrano ma di fatto, in alcune aree, laddove tali livelli presentano fratturazioni o incarsimenti, sono collegate. Le falde presentano livelli e carichi idraulici praticamente equivalenti ma dove ciò non si verifica abbiamo delle correnti verticali che fanno si che a seconda dei casi le falde più superficiali cedano acqua a quella profonda e viceversa. Quando sono le acque della falda profonda (soggette ad inquinamento salino per via dell’intrusione delle acque marine di invasione del continente) a versarsi in quelle superficiali in virtù di un maggiore carico idraulico, il contenuto salino delle acque delle sorgenti è elevato. Le misure della direzione del deflusso idrico indicano che le acque fluiscono in direzione delle sorgenti evidenziando la funzione di richiamo di queste ultime.
Le misure termosalinometriche (Cotecchia, 1977, De Santis,2016-2017) mostrano un elevato grado di contaminazione salina delle acque delle sorgenti Idume (le più recenti misure indicano valori tra 8 g/l all’incrocio dei canali Rauccio e Grande e 11g/l all’interno del bacino); questa evidenza, oltre ai valori delle portate che sono notevoli (almeno 1100 l/s), fanno chiaramente intendere che le acque dell’Idume solo apparentemente drenano quelle della falda superficiale ma in realtà ricevono un contributo importante da quelle circolanti nell’acquifero profondo (Cazzato e Margiotta, 2020). Questo acquifero, nell'area della città del capoluogo salentino, circola a diverse decine di metri di profondità (sino a oltre 200m). I corpi idrici sotterranei visibili nei primi metri del sottosuolo di Lecce (come a Palazzo Adorno, per fare un esempio) si riferiscono invece a falde idriche contenute nei sedimenti miocenici della Pietra leccese.

## Percorso in superficie
L'Idume costituisce quindi un piccolo corso d'acqua la cui foce si trova tra Torre Chianca e Spiaggiabella. Il Fiume si alimenta tramite le sorgenti attraverso le quali vengono a giorno i corpi idrici sotterranei descritti sopra. Le principali risorgive vennero inglobate, con i lavori di bonifica dei primi del 1900, all'interno di un bacino che oggi custodisce una importante biodiversità.

## Storia, leggende e sacralità
Il fiume è stato da sempre al centro di misteri e leggende della città salentina.
Nei primi decenni del Seicento il mondo letterario leccese crea il mito del fiume di Lecce e lo battezza per la prima volta col termine Idume, di origine come vedremo, colta.
E il responsabile sembra che sia stato proprio Ascanio Grandi, il più grande seicentista leccese; il termine appare già nei suoi Fasti Sacri stampati a Lecce nel 1635, (I, 128) come “patrio Idume”. Ma è nel lunghissimo poema tassesco del Tancredi, del 1636 (2ª ediz.) che il Grandi articola meglio la sua “invenzione”. Scrive nel primo canto:”e qui fu il forte eroe creduto un fiume/tra Leuca alpestre e il bel leccese Idume”, (I,41) dove si deduce chiaramente che il fiume è sulla costa. E ancora parlando dell’Idro: “e sotterraneo anche esso/nasceva, e da vicin nasceva, Idume” (II, 80). Risolutiva quest’altra affermazione: “E Lizio Idomeneo quel che novelli/nomi al tuo fiume a Lecce, ed a te diede …” (II, 109). Cioè, il mitico fondatore di Lecce, Idomeneo o Idumeneo, diede il suo nome sia alla città che al suo fiume. Dunque Idume deriverebbe da Idumeneo donde rimane chiarita l’espressione patrio Idume. In altri luoghi del Tancredi appare ancora l’Idume: passeggiando sulla costa “da vicino ebbi il leccese Idume” (VI,81); ancora “patrio Idume” (IX, 122 e XIII, 36). Col destriero si appresta presso il “leccese Idume” (XVI, 88).
Ormai la consacrazione poetica era avvenuta, ma questa datava già da qualche anno perché nella Lecce Sacra (Infantino, 1634), una dedica poetica premessa all’opera, parla di “Lecce altera… che ti specchi d’Idume al tuo bel fonte” (Cazzato e Margiotta, 2020).
Il fiume sotterraneo quindi è una favola metropolitana, pure recente, che sarebbe bella e affascinante se fosse anche veritiera.
Esistono piuttosto una serie di falde sotterranee, poste a varie profondità nel sottosuolo della città così come di gran parte del Salento, le quali vengono a giorno tramite sorgenti in più punti della penisola. Alcune di queste sorgenti alimentano il breve corso d’acqua del Patrio Idume, così come lo definì Ascanio Grandi, al quale si deve il toponimo (Cazzato e Margiotta, 2020).